# Divizia A1 w piłce siatkowej mężczyzn
Divizia A1 – najwyższa klasa siatkarskich rozgrywek ligowych mężczyzn w Rumunii. Pierwsze rozgrywki o mistrzostwo kraju odbyły się w sezonie 1948/1949, a tytuł zdobył zespół CFR.

## Medaliści
| Sezon     | I miejsce                         | II miejsce                      | III miejsce                              |
| --------- | --------------------------------- | ------------------------------- | ---------------------------------------- |
| 1948/1949 | CFR                               |                                 |                                          |
| 1949/1950 | Locomotiva Bukareszt              |                                 |                                          |
| 1950/1951 | CCA Bukareszt                     |                                 |                                          |
| 1951/1952 | CCA Bukareszt                     |                                 |                                          |
| 1952/1953 | Dinamo Bukareszt                  |                                 |                                          |
| 1953/1954 | CCA Bukareszt                     |                                 |                                          |
| 1954/1955 | Locomotiva Bukareszt              |                                 |                                          |
| 1955/1956 | Locomotiva Bukareszt              |                                 |                                          |
| 1956/1957 | CCA Bukareszt                     |                                 |                                          |
| 1957/1958 | Dinamo Bukareszt                  |                                 | CSU Cluj                                 |
| 1958/1959 | Rapid Bukareszt                   | Știința Cluj                    |                                          |
| 1959/1960 | Rapid Bukareszt                   |                                 |                                          |
| 1960/1961 | Rapid Bukareszt                   |                                 | Știința Cluj                             |
| 1961/1962 | Rapid Bukareszt                   |                                 |                                          |
| 1962/1963 | Rapid Bukareszt                   |                                 |                                          |
| 1963/1964 |                                   |                                 |                                          |
| 1964/1965 | Rapid Bukareszt                   |                                 |                                          |
| 1965/1966 | Rapid Bukareszt                   |                                 |                                          |
| 1966/1967 | Steaua Bukareszt                  |                                 |                                          |
| 1967/1968 | Steaua Bukareszt                  |                                 |                                          |
| 1968/1969 | Steaua Bukareszt                  |                                 |                                          |
| 1969/1970 | Steaua Bukareszt                  |                                 |                                          |
| 1970/1971 | Steaua Bukareszt                  |                                 |                                          |
| 1971/1972 | Dinamo Bukareszt                  |                                 |                                          |
| 1972/1973 | Dinamo Bukareszt                  |                                 |                                          |
| 1973/1974 | Dinamo Bukareszt                  | Explorări Baia Mare             |                                          |
| 1974/1975 | Dinamo Bukareszt                  |                                 |                                          |
| 1975/1976 | Dinamo Bukareszt                  |                                 |                                          |
| 1976/1977 | Dinamo Bukareszt                  |                                 | Explorări Baia Mare                      |
| 1977/1978 | Steaua Bukareszt                  |                                 |                                          |
| 1978/1979 | Dinamo Bukareszt                  |                                 |                                          |
| 1979/1980 | Dinamo Bukareszt                  | Explorări Baia Mare             |                                          |
| 1980/1981 | Dinamo Bukareszt                  |                                 |                                          |
| 1981/1982 | Dinamo Bukareszt                  |                                 |                                          |
| 1982/1983 | Dinamo Bukareszt                  |                                 |                                          |
| 1983/1984 | Dinamo Bukareszt                  |                                 |                                          |
| 1984/1985 | Dinamo Bukareszt                  | Steaua Bukareszt                | Universitatea Krajowa                    |
| 1985/1986 | Steaua Bukareszt                  |                                 |                                          |
| 1986/1987 | Steaua Bukareszt                  |                                 |                                          |
| 1987/1988 | Steaua Bukareszt                  | Dinamo Bukareszt                | Universitatea Krajowa                    |
| 1988/1989 | Steaua Bukareszt                  | Dinamo Bukareszt                | Universitatea Krajowa                    |
| 1989/1990 | Steaua Bukareszt                  |                                 |                                          |
| 1990/1991 | Steaua Bukareszt                  |                                 |                                          |
| 1991/1992 | Dinamo Bukareszt                  |                                 |                                          |
| 1992/1993 | Universitatea Explorări Baia Mare |                                 |                                          |
| 1993/1994 | Dinamo Bukareszt                  |                                 | Universitatea Transgex Ardaf Cluj Napoca |
| 1994/1995 | Dinamo Bukareszt                  |                                 | Universitatea Explorări Baia Mare        |
| 1995/1996 | Universitatea Ardaf Cluj Napoca   |                                 |                                          |
| 1996/1997 | Elcond Zalău                      | Universitatea Ardaf Cluj Napoca |                                          |
| 1997/1998 | Elcond Zalău                      |                                 |                                          |
| 1998/1999 | Elcond Zalău                      |                                 |                                          |
| 1999/2000 | Petrolul Ploiești                 |                                 |                                          |
| 2000/2001 | Petrolul Ploiești                 |                                 |                                          |
| 2001/2002 | Petrolul Ploiești                 |                                 |                                          |
| 2002/2003 | Deltacons Tulcza                  |                                 |                                          |
| 2003/2004 | Deltacons Tulcza                  |                                 |                                          |
| 2004/2005 | Deltacons Tulcza                  |                                 |                                          |
| 2005/2006 | Petrolul Ploiești                 | Tomis Konstanca                 | Dinamo Bukareszt                         |
| 2006/2007 | Tomis Konstanca                   | Dinamo Bukareszt                | Piatra Neamț                             |
| 2007/2008 | Tomis Konstanca                   | Piatra Neamț                    | Dinamo Bukareszt                         |
| 2008/2009 | Tomis Konstanca                   | Dinamo Bukareszt                | Piatra Neamț                             |
| 2009/2010 | Remat Zalău                       | Tomis Konstanca                 | Dinamo Bukareszt                         |
| 2010/2011 | Remat Zalău                       | Știința Explorări Baia Mare     | Dinamo Bukareszt                         |
| 2011/2012 | Remat Zalău                       | Tomis Konstanca                 | Dinamo Bukareszt                         |
| 2012/2013 | Tomis Konstanca                   | SCMU Craiova                    | Remat Zalău                              |
| 2013/2014 | Tomis Konstanca                   | ACS Volei Municipal Zalău       | Dinamo Bukareszt                         |
| 2014/2015 | Tomis Konstanca                   | ACS Volei Municipal Zalău       | SCMU Craiova                             |
| 2015/2016 | SCMU Craiova                      | ACS Volei Municipal Zalău       | CS Arcada Galați                         |
| 2016/2017 | ACS Volei Municipal Zalău         | SCMU Craiova                    | CS Arcada Galați                         |
| 2017/2018 | Tricolorul LMV Ploeszti           | CS Arcada Galați                | Steaua Bukareszt                         |
| 2018/2019 | CS Arcada Galați                  | ACS Volei Municipal Zalău       | SCMU Craiova                             |
| 2019/2020 | CS Arcada Galați                  | SCMU Craiova                    | Dinamo Bukareszt                         |
| 2020/2021 | CS Arcada Galați                  | CSS CNE LAPI Dej–SCM Zalău      | SCMU Craiova                             |
| 2021/2022 | CS Arcada Galați                  | Dinamo Bukareszt                | SCMU Craiova                             |
| 2022/2023 | CSM Arcada Galați                 | Steaua Bukareszt                | SCMU Craiova                             |
| 2023/2024 | CSM Corona Brașov                 | CSM Arcada Galați               | Rapid Bukareszt                          |
| 2024/2025 | Dinamo Bukareszt                  | CSM Corona Brașov               | SCMU Craiova                             |

## Klasyfikacja medalowa
| Msc | Klub                        | złoto |
| --- | --------------------------- | ----- |
| 1.  | Dinamo Bukareszt            | 19    |
| 2.  | Steaua Bukareszt            | 16    |
| 3.  | Rapid Bukareszt             | 11    |
| 4.  | ACS Volei Municipal Zalău   | 7     |
| 5.  | Tomis Konstanca             | 6     |
| 6.  | CS Arcada Galați            | 5     |
| 7.  | Petrolul Ploiești           | 4     |
| 8.  | Deltacons Tulcza            | 3     |
| 9.  | Știința Explorări Baia Mare | 1     |
| 10. | Universitatea Kluż          | 1     |
| 11. | SCMU Craiova                | 1     |
| 12. | Tricolorul LMV Ploeszti     | 1     |
| 13. | CSM Corona Brașov           | 1     |